# Sarah Stephanie
Stephanie, parfois Sarah Stephanie, de son vrai nom Sarah Stephanie Markovits (née le 5 mai 1990 à Neudörfl) est une chanteuse autrichienne.

## Biographie
Elle commence sa carrière à huit ans en participant à l'émission Kiddy Contest, où elle finit quatrième. Elle participe après à d'autres concours en Autriche et à l'étranger, comme le "International Contest Of Young Singers" qu'elle remporte en Slovénie. À dix ans, elle s'inscrit au Grand Prix der Volksmusik où elle termine quatrième. Son deuxième album  Ich heiße Stephanie se vend à 15 000 exemplaires en Autriche. En duo avec le groupe Nockalm Quintett, elle  remporte le Grand Prix en 2002 en Autriche avec la chanson Dort auf Wolke sieben. Elle revient au Grand Prix en 2004 avec le titre Dornröschen schläft nicht mehr. L'album Schenk mir Dein Herz comprend des chansons qu'elle a écrites.
En 2007, elle entame des études de communication à Vienne puis passe un an dans une école de Miami, en Floride.
En 2009, elle revient sous le nom de Sarah Stéphanie avec un single Eiskalter Sommer produit par David Brandes. En janvier 2012, elle sort l'album Herzkommando. Depuis mai 2013, elle se produit de nouveau sous le simple nom de Stéphanie.

## Discographie
Albums
- 2000 : Mein schönster Traum
- 2001 : Ich heiße Stephanie
- 2002 : Stephanie
- 2004 : Wie ein Luftballon
- 2006 : Schenk mir Dein Herz
- 2012 : Herzkommando
- 2012 : Ich hieß mal Stephanie (Best of)

Singles
- 2009 : Eiskalter Sommer
- 2009 : Irgendwer weint um dich
- 2010 : Sie liebt sie
- 2011 : Du hast den Sternenstaub für mich geraubt
- 2011 : Herz übernimmt Kommando
- 2012 : Nebel in Rom
- 2012 : Der bittersüße Geschmack

## Source de la traduction
- (de) Cet article est partiellement ou en totalité issu de l’article de Wikipédia en allemand intitulé « Stephanie (Sängerin) » (voir la liste des auteurs).